# Player's Canadian Open 1986
Player's International Canadian Open 1986 — тенісний турнір, що проходив на відкритих кортах з твердим покриттям. Чоловічий турнір відбувся в National Tennis Centre у Торонто (Канада) в рамках Nabisco Grand Prix 1986, жіночий - на Jarry Park Stadium у Монреалі (Канада) в рамках Світової чемпіонської серії Вірджинії Слімс 1986. Чоловічий турнір тривав з 11 серпня до 17 серпня 1986 року, жіночий - з 18 серпня до 24 серпня 1986 року.

## Фінальна частина

### Одиночний розряд, чоловіки
Борис Бекер —  Стефан Едберг 6–4, 3–6, 6–3
- Для Беккера це був 4-й титул за сезон і 8-й - за кар'єру.

### Одиночний розряд, жінки
Гелена Сукова —  Пем Шрайвер 6–2, 7–5
- Для Сукової це був 8-й титул за сезон і 20-й — за кар'єру.

### Парний розряд, чоловіки
Чіп Гупер /  Майк Ліч —  Борис Бекер /  Слободан Живоїнович 6–7, 6–3, 6–3
- Для Гупера це був 2-й титул за сезон і 4-й - за кар'єру. Для Ліча це був 1-й титул за рік і 1-й — за кар'єру.

### Парний розряд, жінки
Зіна Гаррісон /  Габріела Сабатіні —  Пем Шрайвер /  Гелена Сукова 7–6, 5–7, 6–4
- Для Гаррісон це був 3-й титул за сезон і 6-й — за кар'єру. Для Сабатіні це був 2-й титул за сезон і 5-й — за кар'єру.